# Тангалле (підрозділ окружного секретаріату)
Підрозділ окружного секретаріату Тангалле — підрозділ окружного секретаріату округу Хамбантота, Південна провінція, Шрі-Ланка. Складається з 53 Грама Ніладхарі.